# Pepe Nietnagel
Pepe Nietnagel, in der zweiten Folge Pepe Notnagel, ist die Hauptfigur aus der Filmreihe Die Lümmel von der ersten Bank. Gespielt wurde die Figur von Hansi Kraus.

## Geschichte

### Vorgeschichte
Zuerst erschien die Figur im 1963 veröffentlichten Satire-Roman Zur Hölle mit den Paukern von Alexander Wolf (so lautet auch der Titel des ersten Teils der Filmreihe), wo er in der Ich-Form sein Schulleben beschrieb.

### Die Lümmel-Reihe
Als die Filmreihe 1968 mit Zur Hölle mit den Paukern startete, war Pepe die Hauptfigur der Reihe und als Paukerschreck bekannt. Zusammen mit der (damaligen) 9a machte er das Mommsen-Gymnasium in Baden-Baden mit verschiedenen Streichen unsicher.
In Zum Teufel mit der Penne, dem zweiten Film der Reihe, wurde die Figur in Pepe Notnagel umbenannt. Der Hauptdarsteller Peter Alexander, der den Namen Notnagel besser fand, machte seinen Einfluss auf die Produktion geltend und konnte die Namensänderung durchsetzen. In den darauf folgenden Filmen wurde aber wieder der ursprüngliche Name verwendet.

### Sonstiges
Außerdem nahm Hansi Kraus die Rolle des Pepe Nietnagel 1991 und 1992 in drei Folgen der Serie Ein Schloß am Wörthersee wieder auf (Rendezvous am Wörthersee, Bilderjagd und Heimkehr zum Wörthersee). Der gealterte Pepe Nietnagel war darin als Kaplan zu sehen, der aushilfsweise selbst Schüler eines Gymnasiums unterrichtete.

## Running Gags
Rund um die Figur Pepe existieren verschiedene Running Gags. Dazu gehören:
- sein Spruch „Man fasst es nicht“ in verschiedenen Situationen des ersten Teils,[1]
- sein bairischer Akzent, welchen er sich laut Aussage seines Vaters Kurt Nietnagel während eines Internatsaufenthalts in Garmisch-Partenkirchen angewöhnt hat,
- sein „alle mal hörheren, Herrschaften“, bei welchem er herhören in Form eines Spoonerismus falsch ausspricht.